# شبحة رينوردتية
شبحة رينوردتية (الاسم العلمي:Phasma reinwardtii) هي نوع من الحشرات تتبع جنس الشبحة من فصيلة الشبحات.